# Виндария
«Виндария» (яп. 童話めいた戦史ウインダリア до:ва мэйта сэнси уиндариа, Уиндария: сказка о войне) — аниме-фильм режиссёра Кунихико Юямы по сценарию Кэйсукэ Фудзикавы, выпущенный Kaname Productions и Studio Gallop в 1986 году. Kadokawa Shoten также издала одноимённую книгу. В американском переводе фильм получил название Once Upon a Time.
Фильм был издан в России на DVD компанией MC Entertainment. Установлено возрастное ограничение — зрителям, достигшим 16 лет.

## Мир
Действие разворачивается в двух королевствах некого фантастического мира — гипертрофированно-пасторальном Ита и гипертрофированно-техногенном Паро. Техническое развитие Паро находится на уровне 20—40 годов XX века, у Ита есть транспортные средства вроде мотоциклов на неизвестном принципе, огромные воздушные шары и холодное оружие. Между ними расположена долина с гигантским деревом, у которого есть собственное имя — Виндария (оно олицетворяет для героев пантеистически понимаемое божество), и Призрачный лес. Мир сотрясают природные катастрофы, одна из которых делает реки Паро непригодными для питья, и воду Паро вынуждено закупать у Ита. Это становится причиной конфликта между странами.
Души умерших и погибших в описываемом мире превращаются в красных призрачных птиц и направляются в место загробного обитания, которое выглядит как воздушный корабль в стиле стимпанк; однако корабль забирает не всех — грешники и те, кто не заслужил покоя, остаются на земле.

## Сюжет
Сюжет содержит значительное количество скрытых цитат и пародийно показанных штампов.
Политическая сюжетная линия основывается на «Логике войны» — войны никто не хочет, но взаимная подозрительность и нежелание взглянуть на проблему глазами оппонента делает её неизбежной, несмотря даже на то, что наследники обоих королевств любят друг друга. В войне не виноват никто и виноваты все. Война заканчивается победой Паро и гибелью почти всех персонажей.
На фоне происходящих событий разворачивается история юноши Идзу, которого жажда славы из обывателя делает сначала героем (он закрывает открытые шпионом шлюзы), а потом предателем.

## Список персонажей
Изу — Простой крестьянин, живущий в деревне, рядом с Виндарией. Блондин, кожа смуглая, глаза — голубые. Со своей женой Марин выращивает овощи и продаёт их на рынке. Смел и честолюбив, хочет прославиться. Эти качества приводят его к предательству своей страны Ита — открыв шлюзы, он уничтожает её. Будучи, в свою очередь, предан парийцами, он возвращается в родную долину, полностью разрушенную войной. Гибель жены и близких заставляет его почувствовать глубокое раскаяние, и дальнейшую жизнь он получает от высших сил как наказание, и в то же время — как шанс загладить своё преступление, искупить вину.
Сэйю: Тору Фуруя
Марин — Молодая жена Изу. Волосы — рыжие, глаза — карие. Кроткая, наивная и любящая. Верит мужу и гордится им. Часто у неё на плече сидит ручная зверушка, которая живёт дома. Марин погибла во время нападения врагов на деревню. После смерти её душа осталась в разрушенном доме, чтобы в последний раз встретиться с Изу и проститься с ним.
Сэйю: Вака Канда
Джил — Принц Паро. Влюблён в Анас. В логике войны он олицетворяет позицию профессиональных военных — не одобряет войну из-за неготовности армии к ней, однако после начала ведёт её грамотно и решительно. Погибает от руки своей возлюбленной.
Сэйю: Кадзухико Иноуэ
Анас — Принцесса Ита. Влюблена в Джила. Как и он, на словах выступает против войны, однако также ведёт армию в бой. Во время битвы убегает с Джилом в лес, где убивает его и заканчивает жизнь самоубийством.
Сэйю: Наоко Мацуи
Драко — Король Паро. Жестокий и сумасбродный. Другие герои обвиняют его в развязывании войны, однако он — такая же жертва судьбы, как и они — причастность его к провокации со шлюзами ничем не подтверждается, объявили войну и начали активные боевые действия итарийцы, Паро отвечает на них уже после его смерти.

## Выпуск на видео
Windaria вышла в 1987 году на лазердисках Polydor Records. В 2000 году появились DVD от Victor Entertainment в формате 1,33:1 (4:3) и со звуком LPCM. Есть также переиздание компании Atlus 2005 года. Многие японские фанаты считают этот фильм недооценённой классикой; в 2008 году на Amazon подержанные копии стоили более 15 тысяч иен.   
Американская версия, выпущенная Streamline Pictures в 1992 году, подверглась значительному редактированию и длилась 95 минут. Карл Мацек полностью переделал сценарий, чтобы фильм подходил для детской аудитории с рейтингом старше 7 лет, значительно изменил порядок сцен и добавил совсем другой саундтрек. Проблема заключается в том, что в Северной Америке нет японского издания. Наряду с переименованием в Once Upon a Time и переписыванием диалогов, это ещё одна серьёзная причина, из-за которой люди мало знают о «Виндарии». Мацек, также работавший в Harmony Gold, отвечал за выпуск «Роботека» и, с одной стороны, был одним из пионеров распространения аниме в США, с другой, «дьяволом, уничтожавшим искусство»: поклонники «Макросса» годами возмущались насчёт того, как антивоенное и миролюбивое послание оригинала стало призывом к милитаристскому релизу. 
В 2004 году ADV Films издала DVD с дубляжем Streamline Pictures. Соотношение сторон — 4:3, звук — Dolby Digital 2.0 (английский и испанский). На обложке честно сказано, что эта версия «свободно адаптирована» с другим сценарием и обрезкой наиболее жестоких и ориентированных на взрослых сцен, чтобы сделать фильм востребованным в США. В озвучивании принимал участие Расселл Джонсон. Главного героя зовут Алан, он живёт в стране Лунария, король Драко правит Тёмными Землями, его сын Роланд любит Веронику. Обозреватель DVD Talk заявил, что предпочёл бы оригинальные фильм и саундтрек и советовал зрителям пропустить релиз, если будет доступен восстановленный первоисточник. Но пока все ждут подлинника, приходится довольствоваться тем, что есть. Присутствуют моменты, когда рисунок непропорциональный (аниме, созданное вручную, не всегда последовательно). На полноэкранном изображении видны царапины, цвета не всегда совместимы, что соответствовало выпуску двадцатилетней давности. Зернистость в тёмных сценах была умеренной, а шум обычно не являлся проблемой. Артефактов при просмотре не замечено. Голоса иногда плохо слышны, а сведение частично искажено, хотя музыка и эффекты довольно хороши для записи середины 1980-х годов. Факт отсутствия японской звуковой дорожки на DVD является позором, потому что она превосходит все остальные во многих отношениях. Единственными дополнениями были несколько трейлеров и бумажный вкладыш без информации о фильме. Отсюда итоговая оценка — «на один раз». Windaria в виде сборника детских рассказов и упаковка оттолкнули американских поклонников, которые в то время желали увидеть следующего «Акиру». DVD не содержит английских субтитров; в США для фильма не делали точного перевода, кроме фэнсаба. Новая обложка больше напоминает иллюстрации Мицуми Иноматы для Brain Powered — её стиль рисования сильно изменился с 1986 года. Оригинальное изображение присутствует во вкладыше диска и на обложке видеокассеты Streamline.
Российское издание MC Entertainment содержит полную версию продолжительностью 101 минуту и дополнительно включает анимированное главное меню (Виндария после битвы), двухстороннюю обложку, оригинальные слайды, отечественные видеоролики, фан-арт, галерею обложек, рассказ о героях, фильмографию и анонсы.

## Музыка
| №   | Название                                         | Длительность |
| --- | ------------------------------------------------ | ------------ |
| 1.  | «Theme of Windaria»                              | 3:30         |
| 2.  | «Overflow of the Ipa River»                      | 4:49         |
| 3.  | «Forest of Illusion»                             | 1:03         |
| 4.  | «Promise»                                        | 4:39         |
| 5.  | «Fascinated by a Hover»                          | 1:38         |
| 6.  | «Theme of Druid»                                 | 2:41         |
| 7.  | «Marin In Sorrow»                                | 2:07         |
| 8.  | «The Town of Isa ~ Guinevere's Determination»    | 2:28         |
| 9.  | «Attack»                                         | 1:41         |
| 10. | «Requiem for Love»                               | 3:44         |
| 11. | «Party of Decadance ~ Shalem's Murderous Intent» | 3:34         |
| 12. | «His Far Away Home»                              | 1:33         |
| 13. | «Whisper of Wind»                                | 4:17         |
| 14. | «Beautiful Star»                                 | 4:53         |

Завершающая композиция:
- «Beautiful Star» в исполнении Акино Араи, слова и музыка её же, аранжировка — Сатоси Кадокура

Прочая композиция:
- «Promise» в исполнении Акино Араи, музыка — Кадзухико Като[19], слова — Масуми Кавамура, аранжировка — Сатоси Кадокура

Саундтрек был выпущен Victor Entertainment на компакт-дисках и грампластинках в 1986 году. Звукорежиссёр — Хидэаки Канэко, сведение — Масахико Икэмура, иллюстрация обложки — Мицуми Иномата. В 1994 году появилось переиздание. Песни также вышли в альбоме Араи — Natsukashii Mirai.
Музыка напоминает электронные произведения Китаро и Рюити Сакамото 1980-х годов.

## Компьютерная игра
В 2008 году на Nintendo DS была выпущена ролевая игра Dungeon of Windaria, разработчиком являлась компания Compile Heart. CERO присвоила рейтинг A (для всех возрастов). Дизайн персонажей — Кацуюки Хирано на основе оригинальной работы Муцуми Иноматы. По сюжету несколько героев оказываются в затерянном подземелье, чтобы достичь цели. Участвуют Изу, Марин, Джил, Анас, Ланселот, Кайл и Гвиневра.

## Критика
Майкл Тул, редактор сайта Anime News Network, поставил «Виндарию» на 62 место в списке 100 лучших аниме-фильмов (дополнение к рейтингу журнала Paste), заметив, что начинаясь как обычное фэнтези, она превращается в убедительную трагедию — слепые амбиции и жадность главного героя разрушают оба королевства и лишают его всего, что он когда-либо любил. Несмотря на очевидные кинематографические отсылки ко всему, от династических войн «Дюны» до «Ромео и Джульетты», фильм является антивоенной драмой и горькой историей любви, уделяя особое внимание взрослым темам верности, жадности и предательства. Иногда повествование становится навязчивым (раскаяние ключевого персонажа), но поднятые вопросы гармонии и сосуществования только добавляют плюсы данному полнометражному аниме. Можно представить, что действие «Спасти рядового Райана» происходит в стране прекрасных принцесс и единорогов, в итоге получается фильм о войне под видом сказки, немного похожей на Jin-Roh. «Виндарию» в основном помнят за дизайн персонажей иллюстратора Муцуми Иноматы (серия игр Tales). Музыка тоже запоминающаяся — грустная и драматичная. Акино Араи («Voices» из «Макросс Плюс») исполнила трогательную антивоенную балладу «Beautiful Star».
Джастин Севакис, основатель Anime News Network, в рубрике Buried Treasure признался: фильм оказался настолько депрессивным, что он не стал пересматривать. Дело не в том, что это слишком мучительно, как в «Могиле светлячков» или Now and Then, Here and There; страшно из-за того, что все люди по своей природе эгоистичны и причиняют боль тем, кого любят, в погоне за мечтами, которые наивны и далеки от реальности, а единственный выход — смерть. Windaria отличается от многих бессмысленных фэнтезийных аниме красивым техническим исполнением и стремлением мужественно идти до конца. Здесь нет фальшивого «минуточку, это счастливый конец!». Иначе получился бы обман. Кунихико Юяма снял Windaria через год после выхода GoShogun: The Time Étranger, и нельзя не задаться вопросом, каково было перейти от благословения, которое одна жизнь может принести окружающим, к хронике безумия человека, уничтожающего себя. Немногие сказки заканчиваются таким образом, когда сломленный главный герой лежит и плачет у подножия великого дерева. Мелодичная музыка заставляет задуматься обо всех пережитых безрассудствах, сколько было крови и ужаса. В действительности руины таких городов, как Ита, находятся на Великом шёлковом пути, смотря на них, хочется знать, как они встретили свой трагический конец. Королевство пало из-за людской жадности, глупых юношеских мечтаний и пренебрежения жизненными ценностями. Если принять во внимание человеческую цивилизацию, кажется неизбежным, что это её судьба. 
По мнению MC Entertainment, сложно определить жанр фильма — магическая фэнтези-эпопея уступает место романтическим приключениям, а мелодрама смешивается с масштабным батальным полотном. Из всех аниме на подобную тематику именно «Виндария» заслуживает права стоять в одном ряду с такими шедеврами как: «Принцесса Мононоке», «Небесный замок Лапута» и «Манускрипт ниндзя».
Джонатан Клементс и Хелен Маккарти в своей энциклопедии подчеркнули, что хотя Джил и Анас любят друг друга, верность семье делает их союз невозможным; девушка выбирает смерть для обоих в стиле Ромео и Джульетты. В конфликте между традицией и современностью огромное «древо жизни» символизирует непреходящую силу природы. Техника тщательно интегрирована в псевдофеодальные общества. Кэйсукэ Фудзикава написал сюжет в то время, когда Япония начала осознавать, как много потеряла в стремлении к модернизации. Азиатский роман больше значит для мира, чьи небольшие экономики, и экосистемы всё чаще оказываются под угрозой. В этом глубокомысленном фэнтези удачно сочетаются боевик и размышления, а впечатляющий саундтрек отражает красоту визуальных эффектов.
«Виндария» — одна из немногих историй любви, которая понравилась обозревателю журнала «АниМаг», особенно благодаря концу. История кажется старой, как мир — на память сразу приходит пьеса «Ромео и Джульетта». Но первое впечатление ошибочно. В данном аниме есть три черты, отличающие его от шаблонных мелодрам: несколько любовных линий (Джил и Анас, Изу и Марин), непривычный финал (нет хеппи-энда) и предательство из-за банального желания разбогатеть. Создатели сумели показать обратную сторону, которая оказалась не такой сверкающей, чтобы скрыть правду, а наоборот — настолько тёмной, что приходит осознание, насколько жестока бывает любовь. Сложно характеризовать главных героев только положительными или отрицательными — они вызывают у зрителей и симпатию, и антипатию. В подобных обстоятельствах важную роль играет музыка. Любовная история в этом фильме весьма оригинальна и серьёзна, что является редкостью.
THEM Anime оценил американскую версию Windaria только на две звезды из пяти. Рецензент обратил внимание, что это ещё один пример в постоянно расширяющейся категории «отличная идея, плохое исполнение». Там достаточно положительных моментов и, безусловно, хорошо продуманный дизайн, но между раскадровками и фактическим созданием аниме было потеряно существенное. Старт вышел не слишком неудачным: в то время как анимация не впечатляла, картинка оказалась на удивление функциональной и даже радовала, несмотря на устаревший вид. Сюжетная линия была неплохой, напоминая 16-битные ролевые игры того времени. Работа по дублированию оказалась такой, какой следует ожидать от Карла Мацека, если не относиться к ней серьёзно и стараться не смеяться. У «Виндарии» почти получается выглядеть достойно, но фильм умудряется упустить все возможности. Минусы складываются, и к концу возникает вопрос, чего хотели добиться авторы. На самом деле, понятно, к чему они стремились, но попали не туда. Сюжет пытается стать нагромождённым, но использует обходной путь: то, что должно быть трагическим, кажется надуманным и вызывает сожаление. Вероятно, зрители забудут о «Виндарии» через месяц после просмотра и ничего не потеряют.